# István Kiss
István Kiss, madžarski feldmaršal, * 1894, † 1967.